# Bologna Football Club 1909
Pour les articles homonymes, voir Bologne (homonymie).
Maillots
Actualités
Le Bologna Football Club 1909, abrégé en Bologna FC 1909, couramment appelé Bologne FC en français, est un club de football italien fondé en 1909 sous le nom de Bologna Football Club et basé à Bologne en Émilie-Romagne.
Le club a remporté sept fois le Championnat d'Italie et trois fois la Coupe d'Italie. Il évolue pour la saison 2024-2025 en Serie A, la première division italienne.

## Histoire
Le club est fondé le 3 octobre 1909.

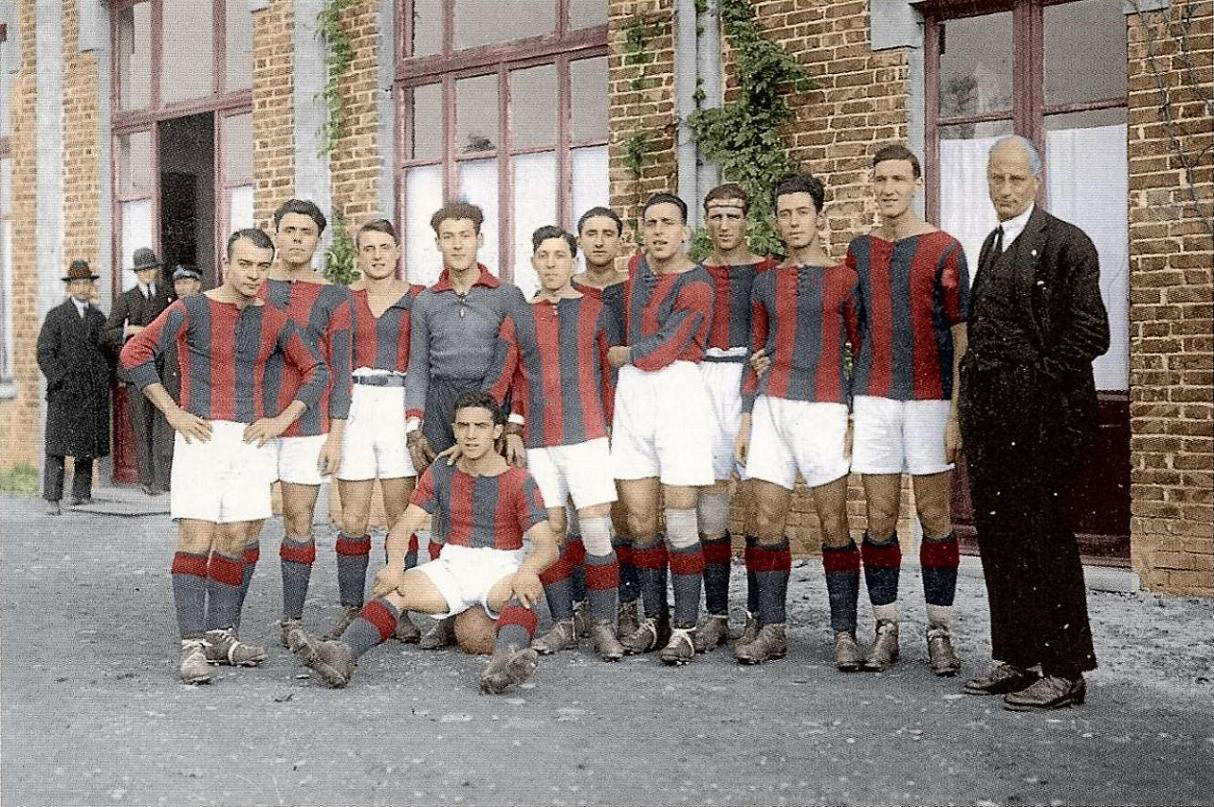
La première équipe championne d'Italie, en 1924-1925.

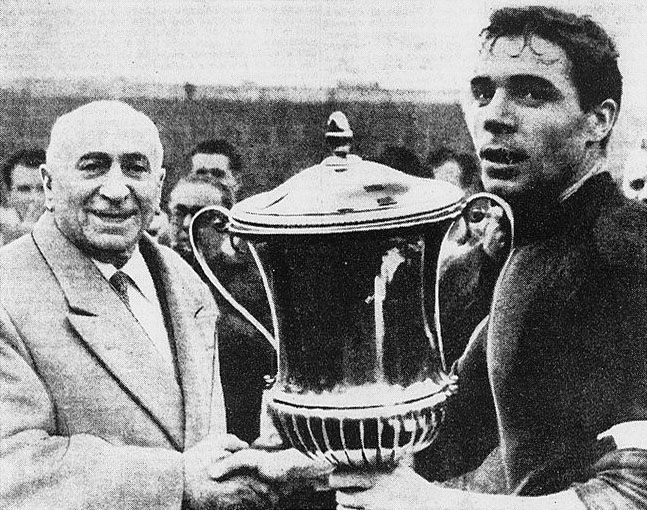
Remise de la Coupe Mitropa pour la troisième fois à Bologne, en 1961.

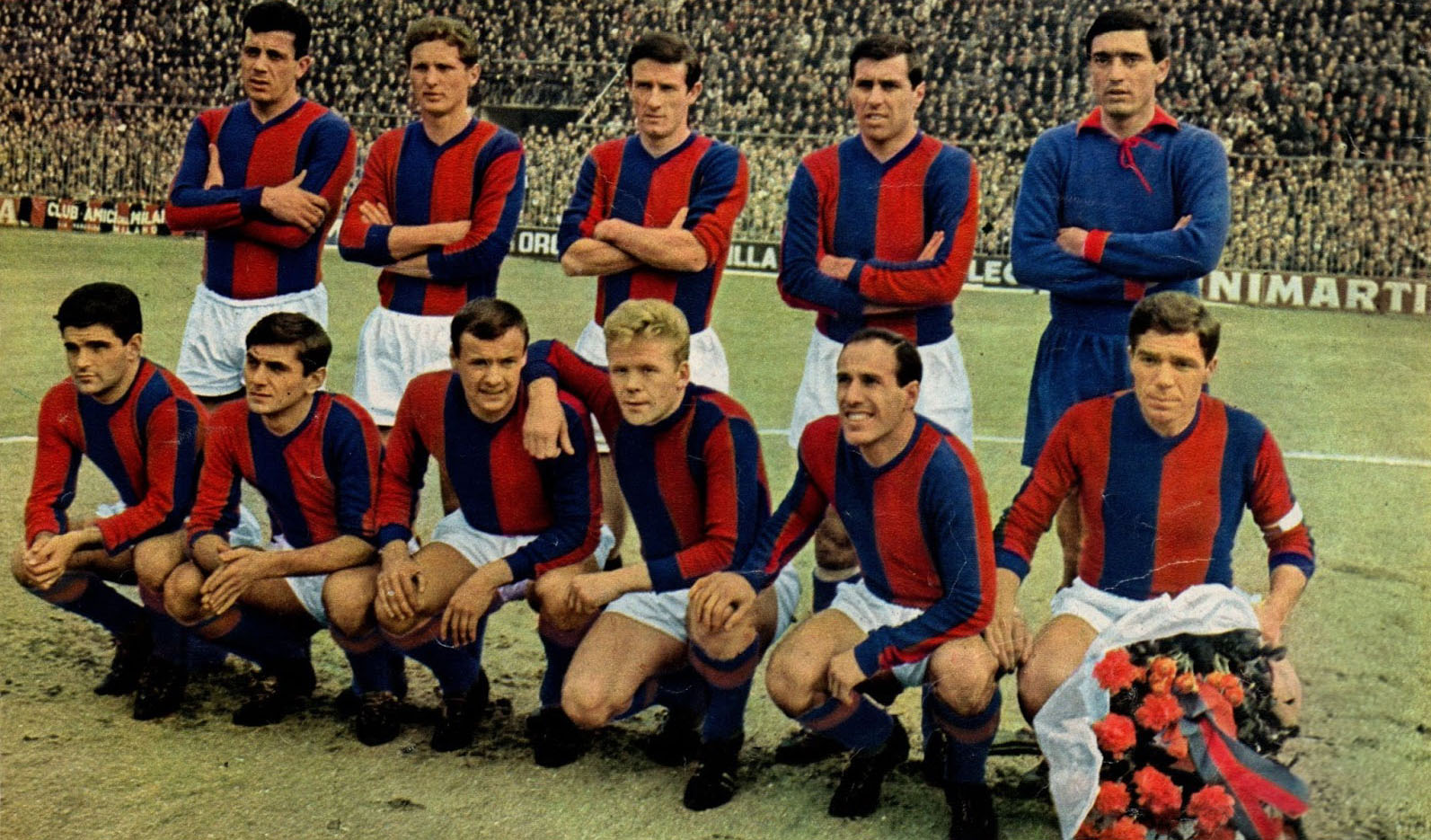
Les derniers Bolognais vainqueurs du scudetto, en 1963-1964.

L'équipe de football de Bologne FC 1909 fut fondée en 1909. Le stade Renato Dall'Ara accueillit divers matches de la coupe du monde de football 1990, dont le 8e de finale Angleterre-Belgique (1-0, David Platt à la 119e minute).
Bologna fut jadis une des équipes les plus importantes d'Italie. Elle fut championne d'Italie à sept reprises, la dernière fois en 1964. À cette époque, le club disposait d'un effectif valant le top européen avec notamment Ezio Pascutti, Harald Nielsen, Helmut Haller et Paride Tumburus. Bologna n'avait jamais quitté la Serie A de sa création jusqu'en 1980.
L'équipe a ensuite connu une première descente jusqu'en Serie C (division 3) suivie de deux remontées successives. L'équipe atteignit les démi-finales de la Coupe UEFA en 1990-1991. Puis de nouveau un aller retour jusqu'en Serie C et un retour en A lors de la saison 1995-1996. Cette même année, le club atteignit les demi-finales de coupe d'Italie, exploit très rarement atteint par des clubs n'évoluant pas en Serie A. Suivirent des années exceptionnelles pour le club. En effet, chaque année, il lutta pour participer à la coupe d'Europe, avec des joueurs de très grand talent tels que Stefano Torrisi, Michele Paramatti, Kennet Andersson, Igor Kolyvanov, Roberto Baggio, Giuseppe Signori, Tomas Locatelli, Julio Ricardo Cruz et les emblématiques gardiens Francesco Antonioli et Gianluca Pagliuca.
Le club parvint à ses fins en 1998. Il se qualifia pour la coupe Intertoto et la campagne 1998-1999 fut fantastique. Le club atteignit pour la troisième année consécutive les demi-finales de la coupe d'Italie, mais aussi les demi-finales de l'UEFA, après un penalty accordé à la 85e minute du match retour à l'Olympique de Marseille (0-0 au stade Vélodrome et 1-1 à Bologne). Néanmoins, la formidable épopée de club ne peut être oubliée, Bologna ayant éliminé entre autres la Sampdoria Gênes, le Sporting Portugal, le Real Betis Séville et l'Olympique lyonnais après l'avoir notamment emporté 3-0 à domicile.
Le club participa également à la Coupe UEFA l'année suivante après avoir battu l'Inter Milan lors d'un test match et élimina notamment le Royal Sporting Club d'Anderlecht.
Le club fut rétrogradé en Serie B en 2004-2005 après une triste fin de saison et une défaite lors d'un match de barrage face à Parme. L'emblématique président Giuseppe Gazzoni Frascara démissionna et son successeur Alfredo Cazzola refit appel à Renzo Ulivieri, l'artisan de la remontée de Serie C en Serie A dix ans plus tôt ; en effet, il entend bien rendre au club son lustre d'antan.
Le 1er juin 2008, lors de l'ultime journée de Serie B, Bologne remporte son match, à domicile, contre Pise par 1-0 (but de Massimo Marazzina). Cette victoire permet à l'équipe de terminer à la deuxième place du championnat, à un point du champion Vérone, synonyme d'accession à la Serie A.
Le club sera relégué en Série B au terme de la saison 2013-2014 en finissant a la dix-neuvième place. Moins d’un an plus tard, soit le 19 septembre 2015, à la suite du retour de Bologne en Serie A, Joe Tacopina quitte le consortium en cédant le poste de président à Joey Saputo, un homme d'affaires québécois, actuel propriétaire du Club de Foot Montréal.
À la suite de la nomination de Joey Saputo à la présidence en septembre 2015, le club s’est progressivement stabilisé en Serie A, enchaînant plusieurs saisons dans le milieu de tableau. En janvier 2019, Sinisa Mihajlovic est nommé entraîneur et parvient à redynamiser l’équipe, malgré les difficultés liées à sa maladie. Son passage, marqué par un fort attachement du club et des supporters, prend fin en septembre 2022, trois mois avant son décès, des suites de sa maladie. Sous la direction de Thiago Motta, nommé en septembre de la même année, Bologne adopte un style de jeu plus ambitieux et offensif. La saison 2023-2024 voit le club réaliser l’un de ses meilleurs parcours en championnat depuis plusieurs décennies, se positionnant comme un candidat sérieux aux compétitions européennes.
En 2024-2025, sous la direction de Vincenzo Italiano, Bologne participe pour la première fois à la Ligue des champions depuis 1964, dans le cadre du nouveau format à 36 équipes. Malgré une victoire notable 2-1 contre le Borussia Dortmund, le club est éliminé dès la phase de championnat, terminant avec une seule victoire, deux nuls et cinq défaites. En Coupe d’Italie, Bologne réalise un parcours historique et remporte, le 14 mai 2025, la compétition pour la troisième fois de son histoire, en battant l’AC Milan en finale au Stade olympique de Rome. Sa dernière en date était en 1974. Une victoire qui marque un tournant majeur dans l’histoire récente du club.

## Bilan sportif

### Palmarès
| Compétitions nationales | Compétitions internationales |
| - Championnat d'Italie (7) : - Champion : 1924-1925, 1928-1929, 1935-1936, 1936-1937, 1938-1939, 1940-1941 et 1963-1964. - Vice-champion : 1920-1921, 1923-1924, 1925-1926, 1926-1927, 1931-1932, 1939-1940 et 1965-1966. - Coupe d'Italie (3) : - Vainqueur : 1969-1970, 1973-1974, 2024-2025. - Serie B (2) : - Champion : 1987-1988 et 1995-1996. - Vice-champion : 2007-2008. | - Coupe Intertoto (1) : - Vainqueur : 1998. - Coupe Mitropa (3) : - Vainqueur : 1932, 1934 et 1961. - Finaliste : 1962 et 1989. - Coupe des Alpes - Finaliste : 1969. - Coupe de la Ligue anglo-italienne (1) : - Vainqueur : 1970. - Tournoi international de l'Exposition Universelle de Paris (1) : - Vainqueur : 1937. - Tournoi de l'Ascension (1) : - Vainqueur : 1938. |

### Bilan européen
Légende
- Vainqueur de la compétition
- Victoire ou qualification pour le tour suivant
- Match nul
- Défaite ou élimination de la compétition

Note : dans les résultats ci-dessous, le score du club est toujours donné en premier.
| Saison    | Compétition               | Tour                | Club                     | Domicile | Extérieur | Total             |
| --------- | ------------------------- | ------------------- | ------------------------ | -------- | --------- | ----------------- |
| 1964-1965 | Coupe des clubs champions | Tour préliminaire   | RSC Anderlecht           | 2 - 1    | 0 - 1     | 2 - 2 0 - 0       |
| 1970-1971 | Coupe des coupes          | Seizièmes de finale | Vorwärts Berlin          | 1 - 1    | 0 - 0     | 1 - 1E            |
| 1971-1972 | Coupe UEFA                | 32es de finale      | RSC Anderlecht           | 1 - 1    | 2 - 0     | 3 - 1             |
| 1971-1972 | Coupe UEFA                | Seizièmes de finale | Željezničar Sarajevo     | 2 - 2    | 1 - 1     | 3 - 3E            |
| 1968-1969 | Coupe des coupes          | Seizièmes de finale | Gwardia Varsovie         | 2 - 1    | 1 - 2     | 3 - 3 (3 - 5 tab) |
| 1990-1991 | Coupe UEFA                | 32es de finale      | Zagłębie Lubin           | 1 - 0    | 1 - 0     | 2 - 0             |
| 1990-1991 | Coupe UEFA                | Seizièmes de finale | Heart of Midlothian      | 3 - 0    | 1 - 3     | 4 - 3             |
| 1990-1991 | Coupe UEFA                | Huitièmes de finale | Admira Wacker            | 3 - 0    | 0 - 3     | 3 - 3 (6 - 5 tab) |
| 1990-1991 | Coupe UEFA                | Quarts de finale    | Sporting CP              | 1 - 1    | 0 - 2     | 1 - 3             |
| 1998      | Coupe Intertoto           | Troisième tour      | Național Bucarest        | 2 - 0    | 1 - 3     | 3E - 3            |
| 1998      | Coupe Intertoto           | Demi-finales        | Sampdoria de Gênes       | 3 - 1    | 0 - 1     | 3 - 2             |
| 1998      | Coupe Intertoto           | Finale              | Ruch Chorzów             | 1 - 0    | 2 - 0     | 3 - 0             |
| 1998-1999 | Coupe UEFA                | 32es de finale      | Sporting CP              | 2 - 1    | 2 - 0     | 4 - 1             |
| 1998-1999 | Coupe UEFA                | Seizièmes de finale | Slavia Prague            | 2 - 1    | 2 - 0     | 4 - 1             |
| 1998-1999 | Coupe UEFA                | Huitièmes de finale | Real Betis               | 4 - 1    | 0 - 1     | 4 - 2             |
| 1998-1999 | Coupe UEFA                | Quarts de finale    | Olympique lyonnais       | 3 - 0    | 0 - 2     | 3 - 2             |
| 1998-1999 | Coupe UEFA                | Demi-finales        | Olympique de Marseille   | 1 - 1    | 0 - 0     | 1 - 1E            |
| 1999-2000 | Coupe UEFA                | 32es de finale      | Zénith Saint-Pétersbourg | 2 - 2    | 3 - 0     | 5 - 2             |
| 1999-2000 | Coupe UEFA                | Seizièmes de finale | RSC Anderlecht           | 3 - 0    | 1 - 2     | 4 - 2             |
| 1999-2000 | Coupe UEFA                | Huitièmes de finale | Galatasaray SK           | 1 - 1    | 1 - 2     | 2 - 3             |
| 2002      | Coupe Intertoto           | Troisième tour      | BATE Borisov             | 2 - 0    | 0 - 0     | 2 - 0             |
| 2002      | Coupe Intertoto           | Demi-finales        | FK Teplice               | 5 - 1    | 3 - 1     | 8 - 2             |
| 2002      | Coupe Intertoto           | Finale              | Fulham FC                | 2 - 2    | 1 - 3     | 3 - 5             |
| 2024-2025 | Ligue des champions       | Phase de ligue      | Chakhtar Donetsk         | 0 - 0    | N/A       | 28e               |
| 2024-2025 | Ligue des champions       | Phase de ligue      | Liverpool FC             | N/A      | 0 - 2     | 28e               |
| 2024-2025 | Ligue des champions       | Phase de ligue      | Aston Villa              | N/A      | 0 - 2     | 28e               |
| 2024-2025 | Ligue des champions       | Phase de ligue      | AS Monaco                | 0 - 1    | N/A       | 28e               |
| 2024-2025 | Ligue des champions       | Phase de ligue      | LOSC Lille               | 1 - 2    | N/A       | 28e               |
| 2024-2025 | Ligue des champions       | Phase de ligue      | SL Benfica               | N/A      | 0 - 0     | 28e               |
| 2024-2025 | Ligue des champions       | Phase de ligue      | Borussia Dortmund        | 2 - 1    | N/A       | 28e               |
| 2024-2025 | Ligue des champions       | Phase de ligue      | Sporting CP              | N/A      | 1 - 1     | 28e               |

1. ↑  Match d'appui disputé à Barcelone. Anderlecht remporte finalement la confrontation à pile ou face.

## Joueurs et personnalités du club

### Présidents
Bologne a eu de nombreux présidents durant son histoire, dont certains furent également propriétaires du club, et d'autres furent également président honorifiques.
Voici la liste complète des présidents de Bologne de 1909 à aujourd'hui.
| Rang | Pays                          | Nom               | Période   |    | Rang | Pays                      | Nom           | Période   |
| 1    |                               | Louis Rauch       | 1909-1910 |    | 17   |                           | Luciano Conti | 1972-1979 |
| 2    | Drapeau de l'Italie           | Pio Borghesani    | 1910      | 18 |      | Tommaso Fabbretti         | 1979-1983     |           |
| 3    | Drapeau de l'Autriche-Hongrie | Emilio Arnstein   | 1910      | 19 |      | Giuseppe Brizzi           | 1983-1985     |           |
| 4    | Drapeau de l'Italie           | Domenico Gori     | 1910-1912 | 20 |      | Luigi "Gino" Corioni      | 1985-1991     |           |
| 5    | Drapeau de l'Italie           | Rodolfo Minelli   | 1912-1919 | 21 |      | Piero Gnudi               | 1991-1993     |           |
| 6    | Drapeau de l'Italie           | Cesare Medica     | 1919-1921 | 22 |      | Giuseppe Gazzoni Frascara | 1993-2002     |           |
| 7    | Drapeau de l'Italie           | Angelo Sbarberi   | 1921-1922 | 23 |      | Renato Cipollini          | 2002-2005     |           |
| 8    | Drapeau de l'Italie           | Antonio Turri     | 1922      | 24 |      | Alfredo Cazzola           | 2005-2008     |           |
| 9    | Drapeau de l'Italie           | Ruggero Murè      | 1923      | 25 |      | Francesca Menarini        | 2008-2010     |           |
| 10   | Drapeau de l'Italie           | Enrico Masetti    | 1923-1925 | 26 |      | Sergio Porcedda           | 2010          |           |
| 11   | Drapeau de l'Italie           | Paolo Graziani    | 1925-1928 | 27 |      | Massimo Zanetti           | 2010-2011     |           |
| 12   | Drapeau de l'Italie           | Gianni Bonaveri   | 1928-1934 | 28 |      | Marco Pavignani           | 2011          |           |
| 13   | Drapeau de l'Italie           | Renato Dall'Ara   | 1934-1964 | 29 |      | Albano Guaraldi           | 2011-2014     |           |
| 14   |                               | Luigi Goldoni     | 1964-1968 | 30 |      | Joe Tacopina              | 2014-2015     |           |
| 15   |                               | Raimondo Venturi  | 1968-1970 | 31 |      | Joey Saputo               | 2015-0000     |           |
| 16   |                               | Filippo Montanari | 1970-1972 |    |      |                           |               |           |

### Entraîneurs
Bologne a eu de nombreux entraîneurs durant son histoire, dont voici la liste chronologique depuis les années 1920:
| #  | Nom                  | Période   |
| -- | -------------------- | --------- |
| 1  | Hermann Felsner      | 1920-1931 |
| 2  | Gyula Lelovics       | 1931-1932 |
| 3  | József Nagy          | 1932      |
| 4  | Achille Gama Malcher | 1932-1933 |
| 5  | Commission technique | 1933-1934 |
| 6  | Lajos Kovács         | 1934      |
| 7  | Árpád Weisz          | 1934-1938 |
| 8  | Hermann Felsner      | 1938-1942 |
| 9  | Mario Montesanto     | 1942-1943 |
| 10 | Alexandar Popović    | 1945-1946 |
| 11 | Commission technique | 1946      |
| 12 | József Viola         | 1946-1947 |
| 13 | Gyula Lelovics       | 1947-1948 |
| 14 | Tony Cargnelli       | 1948-1949 |
| 15 | Edmund Crawford      | 1950-1951 |
| 16 | Raffaele Sansone     | 1951      |
| 17 | Giuseppe Galluzzi    | 1951-1952 |
| 18 | Gyula Lelovics       | 1952      |
| 19 | Giuseppe Viani       | 1952-1956 |
| 20 | Aldo Campatelli      | 1956-1957 |
| 21 | Ljubo Benčić         | 1957      |
| 22 | György Sárosi        | 1957-1958 |
| 23 | Alfredo Foni         | 1958-1959 |
| 24 | Federico Allasio     | 1959-1961 |
| 25 | Fulvio Bernardini    | 1961-1965 |

| #  | Nom                                   | Période   |
| -- | ------------------------------------- | --------- |
| 26 | Manlio Scopigno                       | 1965      |
| 27 | Luis Carniglia                        | 1965-1968 |
| 28 | Giuseppe Viani                        | 1968      |
| 29 | Cesarino Cervellati                   | 1968-1969 |
| 30 | Oronzo Pugliese                       | 1969      |
| 31 | Edmondo Fabbri                        | 1969-1972 |
| 32 | Oronzo Pugliese & Cesarino Cervellati | 1972      |
| 33 | Bruno Pesaola                         | 1972-1976 |
| 34 | Gustavo Giagnoni                      | 1976-1977 |
| 35 | Cesarino Cervellati                   | 1977      |
| 36 | Bruno Pesaola                         | 1977-1979 |
| 37 | Marino Perani                         | 1979      |
| 38 | Cesarino Cervellati                   | 1979      |
| 39 | Marino Perani                         | 1979-1980 |
| 40 | Luigi Radice                          | 1980-1981 |
| 41 | Tarcisio Burgnich                     | 1981-1982 |
| 42 | Francesco Liguori                     | 1982      |
| 43 | Alfredo Magni                         | 1982      |
| 44 | Paolo Carosi                          | 1982-1983 |
| 45 | Cesarino Cervellati                   | 1983      |
| 46 | Giancarlo Cadè                        | 1983-1984 |
| 47 | Nello Santin                          | 1984      |
| 48 | Bruno Pace                            | 1984-1985 |
| 49 | Carlo Mazzone                         | 1985-1986 |
| 50 | Vincenzo Guerini                      | 1986-1987 |

| #  | Nom                    | Période   |
| -- | ---------------------- | --------- |
| 51 | Giovan Battista Fabbri | 1987      |
| 52 | Luigi Maifredi         | 1987-1990 |
| 53 | Francesco Scoglio      | 1990      |
| 54 | Luigi Radice           | 1990-1991 |
| 55 | Luigi Maifredi         | 1991      |
| 56 | Nedo Sonetti           | 1991-1992 |
| 57 | Eugenio Bersellini     | 1992-1993 |
| 58 | Aldo Cerantola         | 1993      |
| 59 | Romano Fogli           | 1993      |
| 60 | Alberto Zaccheroni     | 1993      |
| 61 | Edoardo Reja           | 1993-1994 |
| 62 | Renzo Ulivieri         | 1994-1998 |
| 63 | Carlo Mazzone          | 1998-1999 |
| 64 | Sergio Buso            | 1999      |
| 65 | Francesco Guidolin     | 1999-2003 |
| 66 | Carlo Mazzone          | 2003-2005 |
| 67 | Renzo Ulivieri         | 2005      |
| 68 | Andrea Mandorlini      | 2005-2006 |

| #  | Nom                 | Période   |
| -- | ------------------- | --------- |
| 69 | Renzo Ulivieri      | 2006-2007 |
| 70 | Luca Cecconi        | 2007      |
| 71 | Daniele Arrigoni    | 2007-2008 |
| 72 | Siniša Mihajlović   | 2008-2009 |
| 73 | Giuseppe Papadopulo | 2009      |
| 74 | Franco Colomba      | 2009-2010 |
| 75 | Alberto Malesani    | 2010-2011 |
| 76 | Pierpaolo Bisoli    | 2011      |
| 77 | Stefano Pioli       | 2011-2014 |
| 78 | Davide Ballardini   | 2014      |
| 79 | Diego López         | 2014-2015 |
| 80 | Delio Rossi         | 2015      |
| 81 | Roberto Donadoni    | 2015-2018 |
| 82 | Filippo Inzaghi     | 2018-2019 |
| 83 | Siniša Mihajlović   | 2019-2022 |
| 84 | Thiago Motta        | 2022-2024 |
| 85 | Vincenzo Italiano   | 2024-0000 |

### Effectif professionnel actuel
Le premier tableau liste l'effectif professionnel du Bologne FC pour la saison 2025-2026. Le second recense les prêts effectués par le club lors de cette même saison.
En grisé, les sélections de joueurs internationaux chez les jeunes mais n'ayant jamais été appelés aux échelons supérieurs une fois l'âge-limite dépassé ou les joueurs ayant pris leur retraite internationale.

### Joueurs emblématiques
- Kennet Andersson
- Michele Andreolo
- Francesco Antonioli
- Roberto Baggio
- Mauro Bellugi
- Amedeo Biavati
- Antoine Bonifaci
- Giacomo Bulgarelli
- Igor Shalimov
- Julio Cruz
- Stéphane Demol
- Lajos Détári
- Marco Di Vaio
- Giovanni Ferrari
- Helmut Haller
- Klas Ingesson
- Mohammed Kallon
- Igor Kolyvanov
- Teddy Lučić
- Marco Macina
- Roberto Mancini
- Enzo Maresca
- Mourad Meghni
- John Mensah
- Eraldo Monzeglio
- Hidetoshi Nakata
- Valentin Năstase
- Harald Nielsen
- Luis Oliveira
- Pablo Osvaldo
- Pasquale Padalino
- Gianluca Pagliuca
- Carlo Reguzzoni
- Giuseppe Savoldi
- Angelo Schiavio
- Giuseppe Signori
- Igor Simutenkov
- Kubilay Türkyılmaz
- Pierre Womé
- Cristian Zaccardo
- Theódoros Zagorákis

#### Records individuels
| Rang | Pays | Nom                | Matchs | Période   | Période   |
| ---- | ---- | ------------------ | ------ | --------- | --------- |
| 1    |      | Giacomo Bulgarelli | 488    | 1959-1975 | 1959-1975 |
| 2    |      | Tazio Roversi      | 459    | 1963-1979 | 1963-1979 |
| 3    |      | Carlo Reguzzoni    | 417    | 1930-1943 | 1945-1946 |
| =    |      | Carlo Nervo        | 417    | 1994-2005 | 2006-2007 |
| 5    |      | Marino Perani      | 109    | 1958-1959 | 1960-1974 |

| Rang | Pays | Nom              | Buts | Période   | Période   |
| ---- | ---- | ---------------- | ---- | --------- | --------- |
| 1    |      | Angelo Schiavio  | 252  | 1922-1938 | 1922-1938 |
| 2    |      | Carlo Reguzzoni  | 167  | 1930-1943 | 1945-1946 |
| 3    |      | Ezio Pascutti    | 142  | 1955-1969 | 1955-1969 |
| 4    |      | Giuseppe Savoldi | 140  | 1968-1975 | 1979-1980 |
| 5    |      | Gino Pivatelli   | 109  | 1953-1960 | 1953-1960 |